# Sarah Orban
Sarah Orban (* 22. Oktober 1995 in Calgary, Alberta) ist eine kanadische Radsportlerin, die Kurzzeitdisziplinen auf der Bahn bestreitet.

## Sportlicher Werdegang
Sarah Orban ist ein sportliches Allround-Talent. Sie spielte zunächst Fußball und bekam ein Sportstipendium am Lethbridge College für das dortige Team Pronghorns und übte auch Leichtathletik aus. 2015 besuchte sie ein Rekrutierungscamp für Skeleton geladen. Am College schloss sie ihr Studium in Psychologie mit Diplom ab und wurde als Studentin an der University of Lethbridge angenommen, wo sie weiterhin Fußball spielte und als Läuferin aktiv war. Sie legte ihren Bachelor in Kinesiologie und Psychologie ab und plant, anschließend Sportpsychologie zu studieren. Zudem betreibt sie seit 2020 den Ernährungs-Blog Sorbs Cooking.
2017 gewann Orban das Finale des,  RBC training ground, einem Programm zur olympischen Talentförderung, in Calgary; als Preis gewann sie eine Reise zu den Olympischen Winterspielen in Pyeongchang. Sie entschied sich, künftig Radsport auszuüben. Ihre Trainerin ist Tanya Dubnicoff.
2019 sowie 2020 wurde Sarah Orban mit Kelsey Mitchell kanadische Meisterin im Teamsprint. 2021 belegte sie zwei Mal jeweils den dritten Platz bei Läufen des Nations’ Cup sowie 2022 in Glasgow mit Mitchell und Lauriane Genest den zweiten Platz im Teamsprint. Bei den Commonwealth Games 2022 errang sie mit Kelsey Mitchell und Sarah Orban Silber im Teamsprint sowie Bronze im 500-Meter-Zeitfahren.

## Erfolge
2019
- Kanadische Meisterin – Teamsprint (mit Kelsey Mitchell)

2020
- Kanadische Meisterin – Teamsprint (mit Kelsey Mitchell)

2022
- Commonwealth Games – Teamsprint (mit Kelsey Mitchell und Lauriane Genest)
- Commonwealth Games – 500-Meter-Zeitfahren
- Kanadische Meisterin – Teamsprint (mit Kelsey Mitchell und Erica Rieder)

2023
- Panamerikaspielesiegerin – Teamsprint (mit Emy Savard und Jackie Boyle)
- Panamerikameisterschaft – Teamsprint (mit Jackie Boyle und Lauriane Genest)

2024
- Panamerikameisterschaft – Teamsprint (mit Kelsey Mitchell und Lauriane Genest)
- Kanadische Meisterin – Sprint

2025
- Kanadische Meisterin – Sprint, 1000-Meter-Zeitfahren